# فرودگاه کوپرزتاون-وستویل
فرودگاه کوپرزتاون-وستویل (به انگلیسی: Cooperstown-Westville Airport) یک فرودگاه همگانی بهره‌برداری هوایی با کد یاتا COP است که یک باند فرود چمن دارد و طول باند آن ۷۱۲ متر است. این فرودگاه در کشور ایالات متحده آمریکا قرار دارد و در ارتفاع ۳۸۴ متری از سطح دریا واقع شده‌است.